# Terremoto del Sichuan del 2008
Il terremoto del Sichuan è un terremoto avvenuto in Cina il 12 maggio 2008 alle ore 14:28:04 (CST), ovvero le 06:28:04 UTC, con epicentro nella Contea di Wenchuan ( 汶川县S), nella provincia di Sichuan. Il terremoto ha avuto una magnitudo delle onde superficiali di 8,0 secondo il centro sismologico statale cinese, e una magnitudo momento di 7,9 secondo quello statunitense.
Il terremoto è stato sentito fino a Pechino e Shanghai, dove gli edifici hanno ondeggiato, in Pakistan, Thailandia e Vietnam. Con 69.195 morti confermati, è stato il terremoto più forte e con il più alto numero di vittime avvenuto in Cina dal 1976, anno in cui il terremoto di Tangshan uccise circa 250.000 persone.
L'Italia inviò almeno due aerei con materiale per aiuti per la popolazione locale.